# Pomnik żołnierzy napoleońskich w Kozłówce
Pomnik żołnierzy napoleońskich w Kozłówce – nagrobek w formie pomnika, upamiętniający miejsce spoczynku żołnierzy Wielkiej Armii biorących udział w inwazji na Imperium Rosyjskie w 1812.
Pomnik, wzniesiony w 1930 przez spadkobierców Anieli z Potockich Zamoyskiej ku czci żołnierzy francuskich zmarłych w 1812, stoi w parku na tyłach pałacu w Kozłówce. Wykonany jest z kamienia polnego, z umieszczoną tablicą pamiątkową odlaną z brązu przez firmę Braci Łopieńskich z Warszawy. W szczycie umieszczona jest figura Matki Bożej.

## Galeria

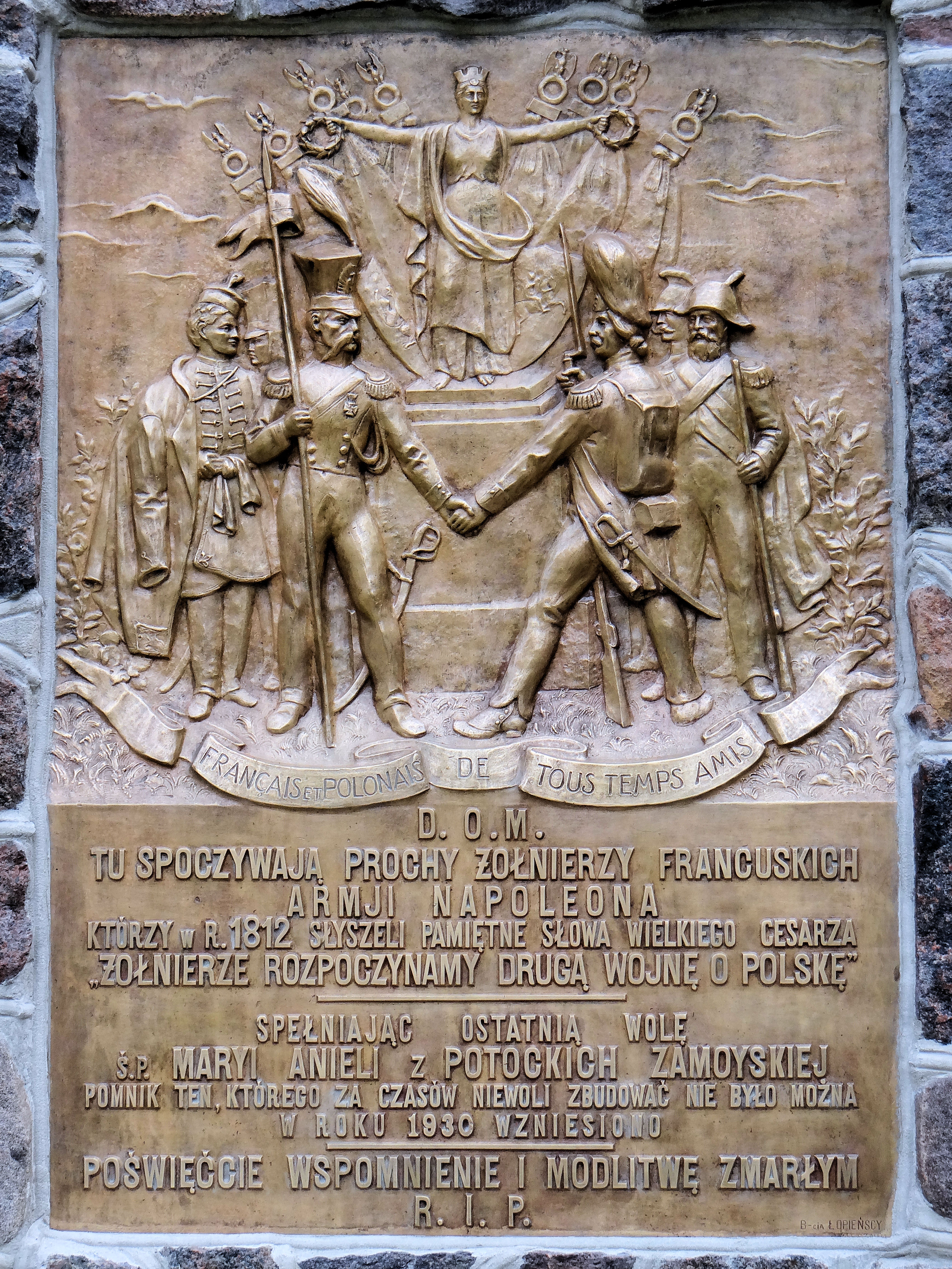
Tablica pamiątkowa z inskrypcją
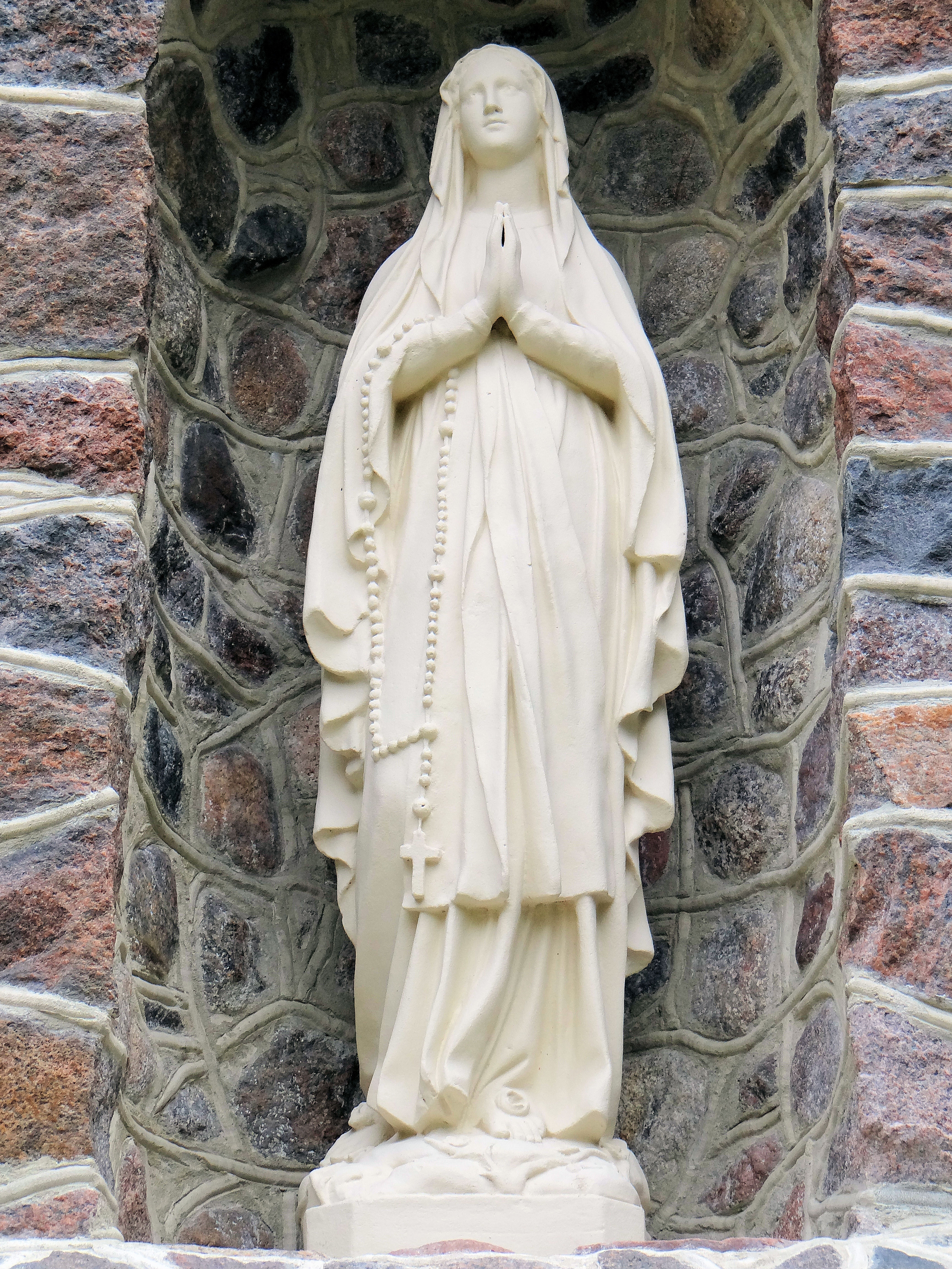
Figura Matki Bożej w szczycie pomnika